# Cavità del corpo dell'utero
Nell'anatomia femminile la cavità del corpo dell'utero è la parte interna dell'utero.

## Anatomia
Compresa da una parete composta da 3 tonache:
- Endometrio, (mucosa)
- Miometrio, (muscolare)
- Perimetrio, (sierosa)

La parte interna ha una forma triangolare e termina con l'orifizio interno.